# Phtheochroa albiceps
Phtheochroa albiceps es una especie de polilla de la familia Tortricidae. 

## Distribución
Se encuentra en Guerrero, México.